# Säsong 3 av RuPauls dragrace
Säsong 3 av RuPauls dragrace visades först i Amerika under våren 2011 med premiär den 24 januari på Logo TV. 
I det femtonde avsnittet korades Raja som årets vinnare.
Michelle Visage ersatte den tidigare domaren Merle Ginsberg medan Billy Brasfield (mer känd som Billy B), Mike Ruiz.
Den 6 december 2011 släppte Amazon.com säsongen på DVD.

## Tävlingsdeltagare
Drugorna som tävlade om att bli "America's Next Drag Superstar" i den tredje säsongen av RuPauls dragrace var:
(ålder och namn gäller tiden då tävlingen ägde rum)
| Tävlingsdeltagare    | Namn                 | Ålder | Hemstad                                    |
| -------------------- | -------------------- | ----- | ------------------------------------------ |
| Raja                 | Sutan Amrull         | 36    | Los Angeles, Kalifornien                   |
| Manila Luzon         | Karl Westerberg      | 25    | New York, New York                         |
| Alexis Mateo         | Alexis Mateo Pacheco | 30    | Saint Petersburg, Florida                  |
| Yara Sofia           | Gabriel Burgos Ortiz | 26    | Manati, Puerto Rico                        |
| Carmen Carrera       | Carmen Roman         | 25    | Elmwood Park, New Jersey                   |
| Shangela             | D.J. Pierce          | 29    | Los Angeles, Kalifornien                   |
| Delta Work           | Gabriel Villarreal   | 34    | Norwalk, Kalifornien                       |
| Stacy Layne Matthews | Ron Jones            | 25    | Back Swamp, Robeson County, North Carolina |
| Mariah               | Elijah Kelly         | 29    | Atlanta, Georgia                           |
| India Ferrah         | Shane Richardson     | 23    | Dayton, Ohio                               |
| Mimi Imfurst         | Braden Chapman       | 27    | New York, New York                         |
| Phoenix              | Brian Trapp          | 29    | Atlanta, Georgia                           |
| Venus D-Lite         | Adam Guerra          | 26    | Los Angeles, Kalifornien                   |

Noter
1. ↑  Shangela Laquifa Wadley kallas under säsongen för Shangela.
2. ↑  Mariah Paris Balenciaga kallas under säsongen för Mariah.